# Foton Sauvana
Foton Sauvana (укр. Фотон Савана) — 7-місний повнопривідний рамний позашляховик китайської компанії Beiqi Foton Motor, що виготовляється з 2014 року.

## Опис

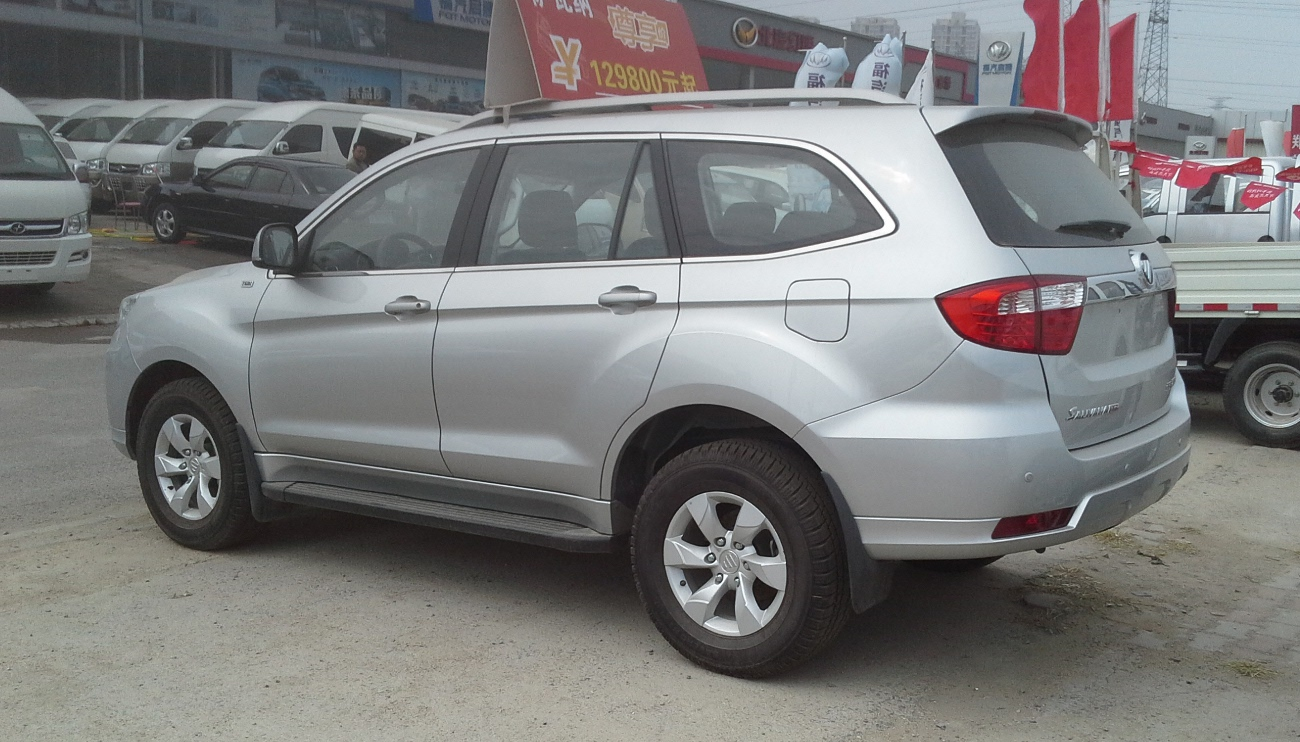
Foton Sauvana

Sauvana створений на базі пікапа Foton Tunland і продається з 2.0 л G01 бензиновим турбодвигунои (201 к.с., 300 Нм або 217 к.с., 320 Нм) що є ліцензійним двигуном Volkswagen або з дизелем Cummins ISF 2.8 потужністю 163 к.с., 360 Нм. За замовчуванням, на більшості ринків, мотори стикуються з 5-ступінчастою механічною КПП для слабшого бензинового двигуна і турбодизеля або 6-ступінчастою для потужнішого бензинового двигуна і задньопривідною трансмісією, а 6-діапазонна АКПП ZF6HP і повноприводна трансмісія (TOD, режими 2H/Auto/4L, з диференціалом підвищеного тертя заднього моста) — доступні опціонально.
Автомобіль комплектується підключаємим повним приводом, за замовчуванням автомобіль задньоприводний, а при пробуксовці вмикається автоматично передній міст. Передня підвіска незалежна пружинна на подвійних поперечних ричагах, задня підвіска залежна, пружинна з мостом Dana з самоблокуючим диференціалом, роздавальна коробка BorgWarner з міжосьовою муфтою і пониженою передачею 2,48:1.
Основними конкурентами позашляховика є Toyota Fortuner, Toyota Land Cruiser Prado, Mitsubishi Pajero Sport, SsangYong Rexton і китайський Haval H9.

### Двигуни
Бензинові
- 2.0 л G01 турбо 201 к.с., 300 Нм
- 2.0 л G01 турбо 217 к.с., 320 Нм

Дизельний
- 2.8 л Cummins ISF 163 к.с., 360 Нм